# Centenary Stadium
Il Centenary Stadium (in maltese il-Grawnd taċ-Ċentinarju) è uno stadio situato nella località di Ta' Qali, nella parte centrale dell'isola di Malta.
L'impianto ha una capienza di 3.000 spettatori ed è situato a fianco al National Stadium. Ospita le partite interne della nazionale under-21 maltese e della nazionale maltese di calcio femminile, e viene utilizzato regolarmente per alcune partite di campionato e di coppa nazionale.
Al suo interno ha sede la Malta Youth Football Association.

## Storia
La prima idea della Federazione calcistica di Malta (MFA) per lo sviluppo di un nuovo stadio di piccole dimensioni può farsi risalire fino al 1985. Il progetto si concretizzò nel 1998 quando l'allora presidente della repubblica Ugo Mifsud Bonnici pose la prima pietra del nuovo impianto. La costruzione durò meno di un anno, e lo stadio fu inaugurato il 13 agosto 1999 e nominato Centenary Stadium, in onore del centesimo anniversario della MFA, fondata nel 1899.
Il 4 settembre dello stesso anno lo stadio ospitò la prima partita ufficiale.
Nel 2007 il terreno di gioco originale venne, dopo anni di utilizzo, sostituito da un nuovo campo in erba sintetica. Nel maggio 2017 la MFA ha annunciato che il terreno di gioco sarà nuovamente sostituito da uno all'avanguardia. Il progetto, dal costo stimato di 400.000 Euro, renderà l'impianto capace di ospitare partite FIFA e UEFA ufficiali.

## Trasporti
Lo stadio è attualmente servito da una fermata del trasporto pubblico maltese (Stadium), utilizzata da tre linee di autobus di superficie.